# Crytek
Crytek GmbH is een computerspelbedrijf dat in 1999 in Coburg, Duitsland werd opgericht. Het bedrijf is in 2006 naar Frankfurt am Main verhuisd en heeft ook een ontwikkelstudio in Kiev.

## Geschiedenis
Crytek werd in 1999 opgericht door de drie broers Cevat, Avni en Faruk Yerli in Coburg. Het eerste spel dat ze ontwikkelden was Far Cry, een first-person shooter, dat uiteindelijk in 2004 zou uitkomen. In 2006 zou Crytek de rechten voor het intellectuele eigendom (IE) van Far Cry verkopen aan Ubisoft. Voor het spel ontwikkelden ze hun eigen engine die ze op de Game Developers Conference van 2003 voor het eerst toonden als de CryEngine. Die engine gebruikten ze ook voor hun volgende spel, Crysis, dat uiteindelijk in 2007 uitkwam. 

### 2006-2014: Uitbreidingen
Na de verhuizing van Cryteks hoofdkwartier in Coburg naar Frankfurt am Main, begon Crytek in de jaren erna met een grote uitbreiding van zowel studio's als werknemers. In 2006 begon de uitbreiding met de oprichting van Crytek Ukraine in Kiev (2006) en Crytek Hungary in Boedapest (2007). In 2008 werd het Bulgaarse Black Sea Studios overgenomen en omgedoopt tot Crytek Black Sea. Hetzelfde lot overkwam het Britse Free Radical Design in 2009 toen het werd opgekocht en hernoemd naar Crytek UK. In 2010 werd Crytek Seoul in Seoel opgericht, in 2012 zowel Crytek Istanbul in Istanboel als Crytek Shanghai in Shanghai. In 2013 werden na het faillissement van THQ alle dochterondernemingen ervan geveild, waaronder de Darksiders I en II-ontwikkelaar Vigil Games. Crytek was op dat moment al van plan om een ontwikkelstudio in Austin, Texas op te richten, maar koos ervoor om niet op het bedrijf te bieden. Na overleg tussen Vigil Games en Crytek werd de studio niet gekocht, maar ging een deel van Vigil Games' werknemers bij het nieuwe Crytek USA werken.

### 2014-heden: Financiële problemen en sluiting studio's
In 2014 kwam naar buiten dat Crytek met financiële problemen kampte. In juli 2014 werd duidelijk dat medewerkers van Crytek minder of niet betaald werden, wat ertoe leidde dat enkele werknemers niet meer naar het werk kwamen. Eind juli kwam Crytek naar buiten met een oplossing voor de financiële onzekerheid, dat het bedrijf tot dan toe ontkende; het zou zowel de studio Crytek UK als het in de veiling van THQ vergaarde Homefront IE verkopen aan Deep Silver (de gamesdivisie van Koch Media). Ook zou het anderhalf jaar oude Crytek USA stoppen met hun enige spel in ontwikkeling, HUNT: Horrors of the Gilded Age. De ontwikkeling van het spel werd naar Crytek Frankfurt verplaatst en de titel werd op een later moment veranderd in HUNT: Showdown. De studio in de Verenigde Staten bestaat nog wel, maar richt zich nog maar enkel op de licentiëring van CryEngine-spellen in Noord-Amerika. In december 2016 werd bekend dat het personeel al een half jaar niet betaald werd door Crytek. Een week nadat dit nieuws naar buiten kwam, maakte Crytek openbaar dat ze de ontwikkelstudio's in Bulgarije, Hongarije, Turkije, China en Zuid-Korea hebben gesloten. Nadat Crytek in diezelfde maand een samenwerking met de Turkse overheid, bleek de studio in Istanboel uiteindelijk niet te worden gesloten.
Op 28 februari 2018 kondigde Crytek aan dat Cevat Yerli afgetreden was als chief operating officer (CEO) van Crytek, met zijn broers Avni en Faruk Yerli, die de leiding van het bedrijf overnamen als nieuwe CEO's.

## Ontwikkelstudio's

### Huidige
| Oprichting | Naam             | Locatie                      | Noot                                                               |
| ---------- | ---------------- | ---------------------------- | ------------------------------------------------------------------ |
| 1999       | Crytek Frankfurt | Frankfurt am Main, Duitsland | De hoofdontwikkelstudio van Crytek, origineel onder de naam Crytek |
| 2006       | Crytek Ukraine   | Kiev, Oekraïne               |                                                                    |
| 2012       | Crytek Istanbul  | Istanboel, Turkije           |                                                                    |

### Voormalige
| Oprichting | Naam             | Locatie                         | Noot |
| ---------- | ---------------- | ------------------------------- | --- |
| 2001       | Crytek Black Sea | Sofia, Bulgarije                | In 2008 verkregen en hernoemd door Crytek. Gesloten in 2016                                                               |
| 2007       | Crytek Hungary   | Boedapest, Hongarije            | Gesloten in 2016 |
| 2012       | Crytek Shanghai  | Shanghai, China                 | Gesloten in 2016 |
| 2010       | Crytek Seoul     | Seoel, Zuid-Korea               | Gesloten in 2016 |
| 1999       | Crytek UK        | Nottingham, Verenigd Koninkrijk | In 2009 verkregen en hernoemd door Crytek; in 2014 gesloten en werknemers overgeheveld naar Deep Silver Dambuster Studios |
| 2010       | Crytek USA       | Austin, Texas                   | In 2014 geherstructureerd; nu enkel belast met de licentiëring van de CryEngine in Noord-Amerika                          |

## Spellen
| Release | Titel                   | Ontwikkelstudio             | Uitgever                                       | Platform                         |
| ------- | ----------------------- | --------------------------- | ---------------------------------------------- | -------------------------------- |
| 2004    | Far Cry                 | Crytek Frankfurt            | Ubisoft                                        | Windows                          |
| 2007    | Crysis                  | Crytek Frankfurt            | Electronic Arts                                | PlayStation 3, Windows, Xbox 360 |
| 2008    | Crysis Warhead          | Crytek Hungary              | Electronic Arts                                | Windows \|                       |
| 2011    | Crysis 2                | Crytek Frankfurt, Crytek UK | Electronic Arts                                | PlayStation 3, Windows, Xbox 360 |
| 2012    | Fibble – Flick 'n' Roll | Crytek Hungary              | Crytek                                         | Android, iOS                     |
| 2013    | Crysis 3                | Crytek Frankfurt, Crytek UK | Electronic Arts                                | PlayStation 3, Windows, Xbox 360 |
| 2013    | Warface                 | Crytek Ukraine              | Mail.Ru, Nexon, Tencent Holdings, Trion Worlds | Windows, Xbox 360                |
| 2013    | Ryse: Son of Rome       | Crytek Frankfurt            | Crytek, Deep Silver, Microsoft Studios         | Windows, Xbox One                |
| 2014    | The Collectables        | Crytek Hungary              | DeNA                                           | Android, iOS                     |
| 2016    | Arena of Fate           | Crytek Black Sea            | Crytek                                         | Windows                          |
| 2016    | The Climb               | Crytek Frankfurt            | Oculus VR                                      | Oculus Rift                      |
| 2016    | Robinson: The Journey   | Crytek Frankfurt            | Sony Interactive Entertainment                 | PlayStation VR                   |
| 2018    | HUNT: Showdown          | Crytek Frankfurt            | Crytek                                         | PlayStation 4, Windows, Xbox One |